# Bento Gonçalves Filho
Bento Gonçalves Filho, mais conhecido como Bento Gonçalves, (Matozinhos, 21 de março de 1912 — Brasília, 4 de dezembro de 1984) foi um empresário e político brasileiro, outrora deputado federal por Minas Gerais.

## Dados biográficos
Filho de Bento Gonçalves e Catarina Jorge Gonçalves. Empresário, dedicou-se a atividades empresariais em diferentes setores, assumindo uma diretoria na Federação das Indústrias do Estado de Minas Gerais em 1941, cargo que ocupou durante onze anos. Antes disso, foi ligado politicamente a Artur Bernardes e teve participação em fatos como a Revolução de 1930 e a Revolução Constitucionalista de 1932. Filiado ao Partido Republicano Mineiro, perdeu a eleição para vereador na capital mineira em 1936, interrompendo a carreira política no ano seguinte por causa do Estado Novo. No fim da Era Vargas, ingressou no PR, do qual foi secretário-geral, dentre outros cargos, sendo eleito vice-prefeito de Belo Horizonte em 23 de novembro de 1947, numa chapa encabeçada por Otacílio Negrão de Lima.
Presidente da Companhia Distribuidora da Produção de Minas Gerais no governo Milton Campos, foi o quinto suplente de deputado federal em 1950, exercendo o mandato sob convocação. Secretário de Viação e Obras Públicas no governo Juscelino Kubitschek, foi eleito deputado federal em 1954 e 1958, regressando ao cargo de secretário de Viação e Obras Públicas no governo Bias Fortes. Reeleito via PSP em 1962, presidiu o diretório estadual do partido. Filiado à ARENA quando o Regime Militar de 1964 outorgou o bipartidarismo através do Ato Institucional Número Dois, reelegendo-se em 1966, 1970, 1974 e 1978.
Quando o governo do presidente João Figueiredo restaurou o pluripartidarismo, ingressou no PP em 1980 e depois no PMDB quando houve a incorporação entre as duas legendas. Ocupou seu último cargo público como vice-presidente do Banco de Crédito Real de Minas Gerais no governo Tancredo Neves.